# سیاه‌دره ۱ فرهادی
سیاه‌دره ۱ فرهادی یک روستا در ایران است که در دهستان تشکن شهرستان چگنی واقع شده‌است. سیاه‌دره ۱ فرهادی ۱۲۹ نفر جمعیت دارد.